# Обергрупенфюрер
Обергрупенфюрер (на немски: Obergruppenführer) е полувоенно звание използвано от Нацистката партия. В буквален превод означава старши лидер на група. Учредено е през 1932 г. като част от ранговата система на СС. До 1942 г., когато е учредено СС-Оберстгрупенфюрер, това е най-високото звание на СС, подчинено само на Райхсфюрер-СС. В СА званието е присъждано на членове от върховното им командване.
Хайнрих Химлер е един от първите офицери от СС, които са издигнати в чин обергрупенфюрер. Запазва го и след като е получава званието Райхсфюрер-СС.
В ранните дни на СС, званието е използвано, за да означи старшинството между двама офицери с равен ранг и да се предотврати вътрешна борба за власт в Нацистката партия. Във Вафен-СС званието е считано за еквивалентно на генерал.
На 98 мъже е присъдено званието СС-Обергрупенфюрер, 21 от тях служат във Вафен-СС. Званието е обичайно за СС и полицейски лидери, както и за командирите на дивизии от Вафен-СС.